# Charles Lavigerie
Charles Martial Allemand Lavigerie (ur. 31 października 1825 w Bajonnie, zm. 26 listopada 1892 w Algierze) – francuski duchowny, kardynał, założyciel zakonu Misjonarzy i misjonarek Afryki (zwanych białymi od koloru habitu).

## Życiorys
Został mianowany biskupem w Nancy we Francji, w 1866 przyjął kolonialną archidiecezję w Algierze rezygnując z awansów w swojej ojczyźnie. W 1882 roku został pierwszym kardynałem Afryki, w 1884 roku papież Leon XIII mianował go arcybiskupem Kartaginy i prymasem Afryki.
Pragnął, by za wszelką cenę Afrykańczycy pozostali sobą. Pod groźbą grzechu śmiertelnego zabronił misjonarzom używania języków europejskich. Prowadził krucjatę przeciwko niewolnictwu. Był ważną osobistością w historii misji afrykańskich. Zmarł w wieku 67 lat.